# 合氣神社
合氣神社（あいきじんじゃ 合気神社）は茨城県笠間市にある神社。合気道開祖植芝盛平の創建による、合気道に関する唯一の神社。

## 概説
1942年（昭和17年）盛平は妻はつと共に東京から旧岩間町に転居し、36畳の道場と神殿を建立する。ここで盛平はわずかの弟子と共に武農一如の生活にいそしみ、『和の武道』としての合気道の完成を見る。後に盛平自身この地を『合気道の産屋（）』と称し聖地としていた。
このとき盛平のそば近く仕えた弟子が斉藤守弘である。斉藤は盛平の死後も合気神社の守人として盛平晩年の技を伝えた。これがいわゆる岩間流である。
2001年（平成13年）第3代道主植芝守央と斉藤守弘によって合気神社の修復がなされ、記念の石碑が建立された。この石碑の『合氣神社』の文字は盛平の弟子であり書家の阿部醒石によるものである。
2009年（平成21年）開祖像建立実行委員会（磯山博代表）が中心となり境内に植芝盛平の銅像が建てられた。
合気神社は現在植芝家の所有物であり、合気会茨城支部道場が管理している。

## 祭神
合気神社由来記によれば以下のとおり。
- 須佐之男大神
- 武甕槌大神
- 経津主大神
- 猿田彦大神
- 国津竜王
- 九頭竜大権現
- 手力男命
- 天叢九鬼沙牟波羅竜王
- 家津美御子大神
- 稚産霊命
- 他 竜王 大権現 大天狗 大菩薩等四十三柱の大神

## 例大祭
毎年4月29日を例大祭とし合気会主催で奉納演武を行う。第2代植芝吉祥丸道主死去後は開祖とあわせて慰霊祭が執り行われる。合気会門人、歴代道主所縁の人々はもちろん、海外からの合気道修行者の姿も多く、この日だけで1500人あまりの人々が合気神社を訪れる。